# سويقة

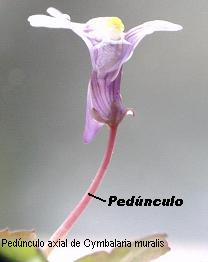

السُويقة أو الإهَان أو السويق أو الزند أو معلاق الزهرة (بالإنجليزية: Peduncle)‏، في علم النبات ساقٌ نباتية صغيرة تتصل بعنيقات حاملة للنورات الزهرية.